# Spånga-Kista församling
Spånga-Kista församling är en församling i Spånga kontrakt i Stockholms stift. Församlingen, som är hela Sveriges folkrikaste, ligger i Västerort i Stockholms kommun i Stockholms län och utgör ett eget pastorat.

## Administrativ historik
Församlingen har medeltida ursprung under namnet Spånga församling som namnändrades till det nuvarande 2010. Församlingen var mellan 1 maj 1949 och 1962 uppdelad i två kyrkobokföringsdistrikt: Spånga kbfd (till 1956 018022, från 1957 018026) och Hässelby kbfd (till 1956 018023, från 1957 018027). 1962 utbröts Hässelby församling. Mellan 1966 och 1974 uppdelad i Spånga kbfd (1966 018034, från 1967 018030) och Vällingby kbfd (1966 018035, från 1967 018031). 1974 utbröts Vällingby församling. Mellan 1976 och 1980 uppdelad i Spånga kbfd (018041) och Kista kbfd (018042). 1980 utbröts Kista församling som sedan 2010 återgick i denna församling.
Församlingen utgjorde tidigt ett eget pastorat för att därefter till 1939 vara moderförsamling i pastoratet Spånga och Järfälla. Från 1939 utgör församlingen ett eget pastorat.

## Organister
| Ämbetstid | Namn               | Levnadstid | Övrigt    |
| --------- | ------------------ | ---------- | --------- |
| 1952–1964 | Dag Eskil Lindberg | 1906–      | Organist. |

## Kyrkobyggnader
- Kista kyrka
- Spånga kyrka

## Kyrkofullmäktige
Församlingen har flera grupper i kyrkofullmäktige. Kyrkorådets ordförande tillhör Arbetarepartiet – Socialdemokraterna sedan kyrkovalet 2021.